# 五式輕戰車
五式輕戰車 “Ke-Ho”（日语：五式軽戦車 ケホ）是一款由日本陸軍在二戰末期所研發的輕型坦克，但在戰爭結束時，僅有一輛原型車被生產出來。

## 歷史
在二戰開始時，日本的陸軍指揮官就已經意識到當時日本陸軍的標準輕型坦克九五式輕戰車已過時。雖然九五式輕戰車在中國戰場上對付國民革命軍時表現良好，並且在1941年12月中在巴丹半島的成功打敗了美軍的M3輕型坦克，但是，九五式輕戰車的性能很快就顯得不敷所需。儘管其安裝的37mm火炮能夠擊穿在1930年代設計投產的大部份輕型裝甲，但是和美國在1941年前製造的坦克一樣，九五式是被設計用來支援步兵而不是與敵軍坦克對抗的。95式甚至不能抵擋住.50英寸口徑機槍的攻擊。雖然在隨後的九八式輕戰車和二式輕戰車上，日軍嘗試解決九五式輕戰車的缺點，而且方向正確，但是這些問題仍然存在。因此，日軍從頭到尾地回顧了自己手中的坦克設計，並在1942年完成了一輛新型標準輕型坦克的原型車。不過因為當時日本陸軍參謀本部被迫把原材料讓給了海軍用於製造作戰飛機和軍艦，該工程也隨之被擱置。直到1945年，當局才同意大規模生產這種坦克，但是，已經太遲了。生產因為鋼板等原材料短缺以及盟軍的戰略轟炸而不可能開展。在日本投降時，只生產了一輛原型車。

## 設計
五式輕戰車的裝甲最厚處達到了20mm，安裝了一門一式47毫米二號戰車炮，對比以前的日本輕型坦克有所提高。其安裝的直式6缸增壓風冷柴油機能提供150匹的推動力，最大速度達到50公里/時。

## 腳註
1. ↑  Hunnicutt (Stuart) p. 395
2. ↑  Zaloga (Armored Thunderbolt) p. 18
3. ↑  Zaloga (2007) p. 18
4. ↑  Foss, The Great Book of Tanks
5. ↑  Zaolga, Japanese Tanks